# Área salvaje Kanab Creek
El área salvaje Kanab Creek (en inglés: Kanab Creek Wilderness) es un área salvaje de los Estados Unidos localizada a lo largo del límite condal de Coconino y Mohave, en el estado de Arizona, approximadamente 48 km al sur de Fredonia. Comprende cerca de  305 km².
Uno de los principales afluentes del río Colorado, el arroyo Kanab es el mayor sistema de cañones tributarios en el lado norte del Gran Cañón de Colorado. Desde su origen, aproximadamente a 80 km al norte en el sur de Utah, el arroyo Kanab y sus fuentes han tallado una red de barrancos con paredes verticales muy profundas en las mesetas Kanab y Kaibab. Las altitudes en el área salvaje van desde los 610 m, en el río, hasta unos 1829 m en el borde.
La evidencia en el área salvaje Kanab Creek indica que esta zona estaba habitada por pueblos prehistóricos hasta aproximadamente el año 1100. El territorio contiene algunas de las pinturas rupestres más interesantes y significativas en el Suroeste de Estados Unidos.
El área salvaje Kanab Creek se encuentra protegida por la Oficina de Administración de Tierras y el Servicio Forestal de los Estados Unidos.

## Vegetación
El área salvaje está dominada por un desierto arbustivo, con grupos aislados de Oryzopsis hymenoides (un grupo de plantas) y pasto en las elevaciones más bajas. A lo largo de las partes inferiores se encuentran grupos de Populus sect. Aigeiros (una especie de árbol), Prunus fasciculata (arbustos), Cercis occidentalis (otra especie de árboles), y otra familia de árboles llamado Fraxinus anomala, aunque algunos de estos hábitats ribereños están siendo invadidos por pinos salados. La parte alta tiene algunos rodales de pinos piñoneros y Juniperus (coníferas).